# 3316 Герцберґ
3316 Герцберґ (3316 Herzberg) — астероїд головного поясу, відкритий 6 лютого 1984 року.
Тіссеранів параметр щодо Юпітера — 3,194.